# سوربرايز (نبراسكا)
سوربرايز (بالإنجليزية: Surprise, Nebraska)‏ هي معلم جغرافي تقع في الولايات المتحدة في مقاطعة بوتلر، نبراسكا. يقدر عدد سكانها بـ 43 نسمة ومساحتها 1.04 كم2 وترتفع عن سطح البحر 481 متر.

## التركيبة السكانية
قام مكتب تعداد الولايات المتحدة بتحديد بيانات التركيبة السكانية لسوربرايز في تعداد الولايات المتحدة. في ما يلي، التركيبة السكانية حسب تعدادي 2000 و2010.

### تعداد عام 2000
بلغ عدد سكان سورينغ 605 نسمة بحسب تعداد عام 2000، وبلغ عدد الأسر 252 أسرة وعدد العائلات 147 عائلة مقيمة في القرية. في حين سجلت الكثافة السكانية 595.1 نسمة لكل ميل مربع (229.8/كم2). وبلغ عدد الوحدات السكنية 269 وحدة بمتوسط كثافة قدره 264.6 نسمة لكل ميل مربع (102.2/كم2).
وتوزع التركيب العرقي للقرية بنسبة 98.02% من البيض و 1.32% من الأمريكيين الأصليين و 0.17% من الأمريكيين الأفارقة و 0.33% من عرقين مختلطين أو أكثر.
```
وبلغت نسبة 
الأزواج
 القاطنين مع بعضهم البعض 43.7% من أصل المجموع الكلي للأسر، ونسبة 9.9% من الأسر كان لديها معيلات من الإناث دون وجود شريك، وكانت نسبة 41.3% من غير العائلات. تألفت نسبة 36.9% من أصل جميع الأسر من أفراد ونسبة 19.8% كانوا يعيش معهم شخص وحيد يبلغ من العمر 65 عاماً فما فوق. وبلغ متوسط حجم الأسرة المعيشية 2.81، أما متوسط حجم العائلات فبلغ 2.17.
```

بلغ العمر الوسطي للسكان 42 عاماً. وكانت نسبة 22.6% من القاطنين تحت سن الثامنة عشر، وكانت نسبة 8.6% بين الثامنة عشر والأربعة وعشرون عاماً، ونسبة 23.1% كانت واقعةً في الفئة العمرية ما بين الخامسة والعشرون حتى والأربعة وأربعون عاماً، ونسبة 18.0% كانت ما بين الخامسة والأربعون حتى الرابعة والستون، ونسبة 27.6% كانت ضمن فئة الخامسة والستون عاماً فما فوق. يوجد لكل 100 أنثى 80.1 ذكر، ويوجد لكل 100 أنثى في الثامنة عشر من عمرها فما فوق 77.9 ذكر.
بلغ متوسط دخل الأسرة في القرية 26,023 دولار، أما متوسط دخل العائلة فبلغ 38,125 دولار. وكان متوسط دخل الذكور 28,182 دولار مقابل 20,903 دولار للإناث. وسجل دخل الفرد الخاص بالقرية 14,230 دولار. وكانت نسبة 10.5% من العائلات ونسبة 12.4% من السكان تحت خط الفقر، وكان من هؤلاء نسبة 17.4% تحت سن الثامنة عشر ونسبة 9.3% في الخامسة والستين من العمر وما فوق.

### تعداد عام 2010
بلغ عدد سكان سوربرايز 43 نسمة بحسب تعداد عام 2010، وبلغ عدد الأسر 17 أسرة وعدد العائلات 11 عائلة مقيمة في القرية. في حين سجلت الكثافة السكانية 110.3 نسمة لكل ميل مربع (42.6/كم2). وبلغ عدد الوحدات السكنية 22 وحدة بمتوسط كثافة قدره 56.4 لكل ميل مربع (21.8/كم2).
وتوزع التركيب العرقي للقرية بنسبة 100.0% من البيض.
بلغ عدد الأسر 17 أسرة كانت نسبة 23.5% منها لديها أطفال تحت سن الثامنة عشر تعيش معهم، وبلغت نسبة الأزواج القاطنين مع بعضهم البعض 58.8% من أصل المجموع الكلي للأسر، ونسبة 5.9% من الأسر كان لديها معيلات من الإناث دون وجود شريك، وكانت نسبة 35.3% من غير العائلات. تألفت نسبة 29.4% من أصل جميع الأسر من أفراد ونسبة 11.8% كانوا يعيش معهم شخص وحيد يبلغ من العمر 65 عاماً فما فوق. وبلغ متوسط حجم الأسرة المعيشية 3.27، أما متوسط حجم العائلات فبلغ 2.53.
بلغ العمر الوسطي للسكان 44.5 عاماً. وكانت نسبة 23.3% من القاطنين تحت سن الثامنة عشر، وكانت نسبة 7% بين الثامنة عشر والأربعة وعشرون عاماً، ونسبة 21% كانت واقعةً في الفئة العمرية ما بين الخامسة والعشرون حتى والأربعة وأربعون عاماً، ونسبة 13.9% كانت ما بين الخامسة والأربعون حتى الرابعة والستون، ونسبة 34.9% كانت ضمن فئة الخامسة والستون عاماً فما فوق. وتوزع التركيب الجنسي للسكان بنسبة 51.2% ذكور و48.8% إناث.

## الموقع الجغرافي
تقع على نهر بيج بلو. 
ووفقا لمكتب التعداد في الولايات المتحدة، تبلغ مساحة القرية 0.40 ميل مربع (1.04 كم 2)، منها 0.39 ميل مربع (1.01 كم 2) من الأرض و 0.01 ميل مربع (0.03كم 2) من المياه. 
الموقع الجغرافي للمناطق المحيطة بهذه النقطة هو كالتالي: